# San Martín y Mudrián
San Martín y Mudrián è un comune spagnolo di 274 abitanti situato nella comunità autonoma di Castiglia e León.